# FK Metta
Der FK Metta ist ein 2006 gegründeter lettischer Fußballverein aus der Stadt Riga.

## Geschichte
Als FS METTA/Latvijas Universitāte wurde der Verein 2006 gegründet. Das Kürzel „FS“ steht für „Futbola Skola“ (Fußballschule). Der Klub kam mit der Universität Lettlands (lettisch: Latvijas Universitāte, LU) überein, ein gemeinsames Fußballteam zu bilden, um im lettischen Ligabetrieb anzutreten. Von 2007 bis 2011 spielte FS Metta in der Pirma liga (1.līga), der zweithöchsten lettischen Spielklasse. Seit 2012 spielt FS Metta/LU in der höchsten Spielklasse, der Virslīga. Seit 2019 tritt die Mannschaft unter dem Namen FK Metta (Futbola Klubs Metta) an.

## Platzierungen (seit 2011)

### FS Metta/LU
| Saisons | Div. | Līga       | Platz | Quelle |
| ------- | ---- | ---------- | ----- | ------ |
| 2011    | 2.   | Pirma liga | 1.    | [ 2 ]  |
| 2012    | 1.   | Virslīga   | 8.    | [ 3 ]  |
| 2013    | 1.   | Virslīga   | 9.    | [ 4 ]  |
| 2014    | 1.   | Virslīga   | 9.    | [ 5 ]  |
| 2015    | 1.   | Virslīga   | 7.    | [ 6 ]  |
| 2016    | 1.   | Virslīga   | 7.    | [ 7 ]  |
| 2017    | 1.   | Virslīga   | 7.    | [ 8 ]  |
| 2018    | 1.   | Virslīga   | 7.    | [ 9 ]  |

### FK Metta (bis 2019)
| Saisons | Div. | Līga     | Platz | Quelle |
| ------- | ---- | -------- | ----- | ------ |
| 2019    | 1.   | Virslīga | 9.    | [ 10 ] |
| 2020    | 1.   | Virslīga | 9.    | [ 11 ] |
| 2021    | 1.   | Virslīga | 7.    | [ 12 ] |
| 2022    | 1.   | Virslīga | 9.    | [ 13 ] |
| 2023    | 1.   | Virslīga | 9.    | [ 14 ] |
| 2024    | 1.   | Virslīga | 7.    | [ 15 ] |
| 2025    | 1.   | Virslīga | .     | [ 16 ] |

## Frauenfußball
In der Saison 2022 gewann die Frauenmannschaft des Vereins erstmals den lettischen Pokal durch einen 6:4 n. E.-Erfolg über die Liepājas Futbola skola.